# Championnat du Pérou de football 1953
Navigation
Saison précédente Saison suivante
La saison 1953 du Championnat du Pérou de football est la vingt-cinquième édition du championnat de première division au Pérou. Les dix clubs participants sont regroupés au sein d'une poule unique où ils s'affrontent deux fois au cours de la saison, à domicile et à l'extérieur. À la fin de la compétition, le dernier du classement est relégué et remplacé par le champion de Segunda División, la deuxième division péruvienne.
C'est le club du Mariscal Sucre qui remporte la compétition après avoir terminé en tête du classement final du championnat, avec un seul point d'avance sur un trio composé de l'Alianza Lima, le tenant du titre, du Sporting Tabaco et du Centro Iqueño. Le championnat a été extrêmement serré cette saison puisque les 7 premiers se tiennent en trois points. C'est le 2e titre de champion du Pérou de l'histoire du club après leur succès obtenu en 1944.

## Les clubs participants
| - Alianza Lima - Sport Boys - Mariscal Sucre - Universitario de Deportes - Ciclista Lima | - Atlético Chalaco - Club Centro Deportivo Municipal - Sporting Tabaco - Centro Iqueño - Unión Callao - Promu de Segunda Division |

## Compétition
Le barème utilisé pour établir le classement est le suivant :
- Victoire : 2 points
- Match nul : 1 point
- Défaite, forfait ou abandon : 0 point

### Classement
| Rang | Équipe                          | Pts | J  | G | N | P | Bp | Bc | Diff |
| ---- | ------------------------------- | --- | -- | - | - | - | -- | -- | ---- |
| 1    | Mariscal Sucre                  | 21  | 18 | 8 | 5 | 5 | 27 | 23 | +4   |
| 2    | Alianza Lima (T)                | 20  | 18 | 8 | 4 | 6 | 44 | 29 | +15  |
| 3    | Sporting Tabaco                 | 20  | 18 | 7 | 6 | 5 | 40 | 34 | +6   |
| 4    | Centro Iqueño                   | 20  | 18 | 7 | 6 | 5 | 26 | 27 | -1   |
| 5    | Atlético Chalaco                | 19  | 18 | 7 | 5 | 6 | 42 | 33 | +9   |
| 6    | Universitario de Deportes       | 19  | 18 | 7 | 5 | 6 | 38 | 36 | +2   |
| 7    | Sport Boys                      | 18  | 18 | 8 | 2 | 8 | 26 | 31 | -5   |
| 8    | Club Centro Deportivo Municipal | 16  | 18 | 5 | 6 | 7 | 32 | 34 | -2   |
| 9    | Ciclista Lima                   | 14  | 18 | 4 | 6 | 8 | 24 | 37 | -13  |
| 10   | Unión Callao (P)                | 13  | 18 | 4 | 5 | 9 | 27 | 42 | -15  |

|  | Champion du Pérou 1953                                |
|  | Relégation directe en Segunda División                |
|  | (T) : Tenant du titre (P) : Promu de Segunda Division |

## Bilan de la saison
| Championnat du Pérou de football 1953 |                           |
| Champion                              | Mariscal Sucre (2e titre) |
| Promotions et relégations             |                           |
| Promus en Primera División            | Carlos Concha             |
| Relégués en Segunda División          | Unión Callao              |